# Pietro Andrea Mattioli

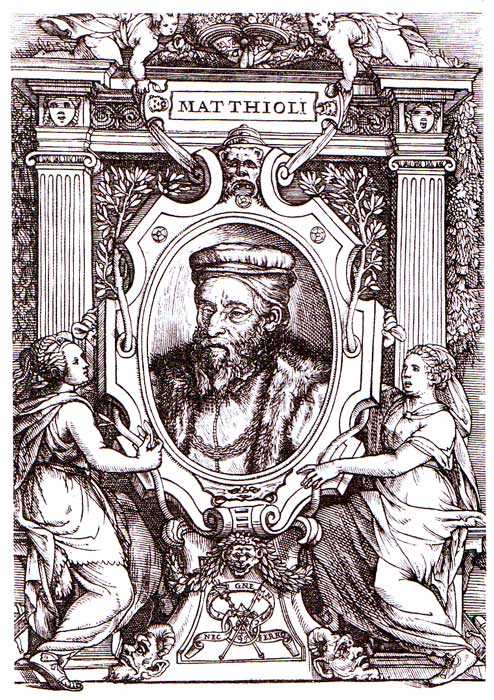
Pietro Andrea Mattioli.

Pietro Andrea (Pierandrea) Mattioli (latin: Petrus Andreas Matthiolus), född den 23 mars 1501 i Siena, död 1577 i Trient, var en Italiensk botanist och läkare. Auktorsnamnet Mattioli kan användas för Pietro Andrea Mattioli i samband med ett vetenskapligt namn inom botaniken; se Wikipediaartiklar som länkar till auktorsnamnet.
Mattioli, som var livmedikus hos kejsar Maximilian II, var en för sin tid framstående medicinsk och botanisk författare. Hans mest berömda verk är Commentarii in sex libros Pedacii Dioscoridis Anazarbei de medica materia (utgiven på många språk i många upplagor). Till hans ära gav Robert Brown lövkojan det vetenskapliga namnet matthiola.